# Makrelenartige
Die traditionelle Unterordnung der Makrelenartigen (Scombroidei) wurde zu den Barschartigen (Perciformes) gerechnet, hat sich aber inzwischen als nicht monophyletisch herausgestellt.
Alle Makrelenartigen leben pelagisch, sind schnelle Schwimmer und haben mit ihrem torpedo- oder spindelförmigen Körper die ideale Fischgestalt. Ihre Wirbelsäule ist wegen der starken Beanspruchung stark verknöchert. Brust-, Bauch und Rückenflossen können in flache Vertiefungen gelegt werden. Schuppen fehlen oder sind nur klein.
In drei Linien, bei den Thunnini, bei der Großschuppenmakrele sowie bei den Schwertfischartigen, ist unabhängig voneinander eine Art Endothermie entstanden, wobei erstere die Temperatur des ganzen Körpers erhöhen, während die Endothermie bei den anderen nur Gehirn und Augen betrifft.

## Systematik
Nelson (2006) gibt sechs rezente Familien mit 46 Gattungen und ca. 147 Arten an. Der Schwertfisch wird in eine eigene Familie gestellt, die die Schwestergruppe der Speerfische bildet und manchmal auch im Rang einer Unterfamilie mit diesen vereint wird.
- Barrakudas (Sphyraenidae)
- Schwertfisch (Xiphiidae)
- Speerfische (Istiophoridae)
- Schlangenmakrelen (Gempylidae)
- Haarschwänze (Trichiuridae)
- Makrelen und Thunfische (Scombridae)

Molekulargenetischen Verwandtschaftsanalysen zufolge gehören die „Scombroidei“ aber zwei verschiedenen Entwicklungslinien an, die zwar innerhalb der Barschverwandten, aber dort relativ weit voneinander entfernt verlaufen. Sphyraenidae, Xiphiidae und Istiophoridae gehören demnach einer Klade an, die Carangaria genannt wird, die übrigen drei Familien der Klade Scombriformes (oder Pelagiaria).